# Rescued by Rover
Rescue by Rover (Rescatado por Rover en español) es una película muda y dramática, dirigida por Cecil Hepworth, sobre un perro que lleva a su amo a su bebé secuestrado, que fue el primero en función de la familia de la Hepworth perro Blair en un papel estelar, después de la publicación, el perro se convirtió en un nombre conocido y que es considerado como la estrella del perro la primera película. La película, que de acuerdo con Michael Brooke del BFI Screenonline, "marca una etapa fundamental en el desarrollo del medio de una novedad divertida para el séptimo arte , "y," posiblemente el único punto en la historia del cine en el cine británico, sin duda, la cabeza del mundo " fue un avance en las técnicas de filmación, edición, producción y narración de historias. Cuatrocientas copias se vendieron, por lo que muchos que los negativos llevaban a cabo dos veces, lo que requiere la película que se re-inyección cada vez. Dos actores profesionales se les pagaba a aparecer, y la película es citada como la primera película que han utilizado actores pagados. El estilo de rodaje y edición que cerrar la brecha entre los estilos de los directores Edwin Stanton Porter y DW Griffith, y las impresiones se han conservado tanto en el Estados Unidos y el Reino Unido.

## Argumento
La película comienza con Rover, un collie de jugar con un niño delante de una chimenea . Más tarde ese día, el bebé es llevado a cabo en un cochecito de su nodriza. La niñera se niega a ayudar a una mendiga mujer, y luego se distrae al conocer a un soldado. Mientras habla con el soldado, que no presta atención al bebé, y los enfoques mendiga por detrás y le arrebata el niño dormido. En la escena siguiente, la niñera le confiesa a la madre que el niño se ha perdido. Rover, también sentado en la sala, escucha antes de saltar por la ventana y carreras por la calle, pasando por una esquina y cruzar un río. El perro abre camino a una barriada y barcazas a través de la puerta todos y cada uno, encuentra el derecho de una y entra. En un ático, la mendiga es la eliminación de la ropa del niño;. El perro entra y es expulsado por la mendiga.
El perro sale de la casa y nada al otro lado del río, por la calle y en su maestro y amante de la casa. En un estudio, el padre del niño está sentado; Rover entra y le ruega que siga. Que se vayan, con el hombre después de que el perro a través del río en un bote a los barrios pobres. Entran en la habitación donde se esconde el niño y el padre toma rápidamente al niño de la mendiga y se va con el perro. A su regreso a casa, se coloca al niño en los brazos de la madre, mientras se pavonea Rover feliz a su alrededor.

## Reparto
- Blair (Rover)
- May Clark (Niñera)
- Barbara Hepworth (Bebé)
- Cecil Hepworth (Padre del niño)
- Margaret Hepworth (Madre del niño)
- Sebastian Smith (Soldado)
- Sra. Smith (Mendiga)

- Datos: Q1333248